# 商業補給サービス

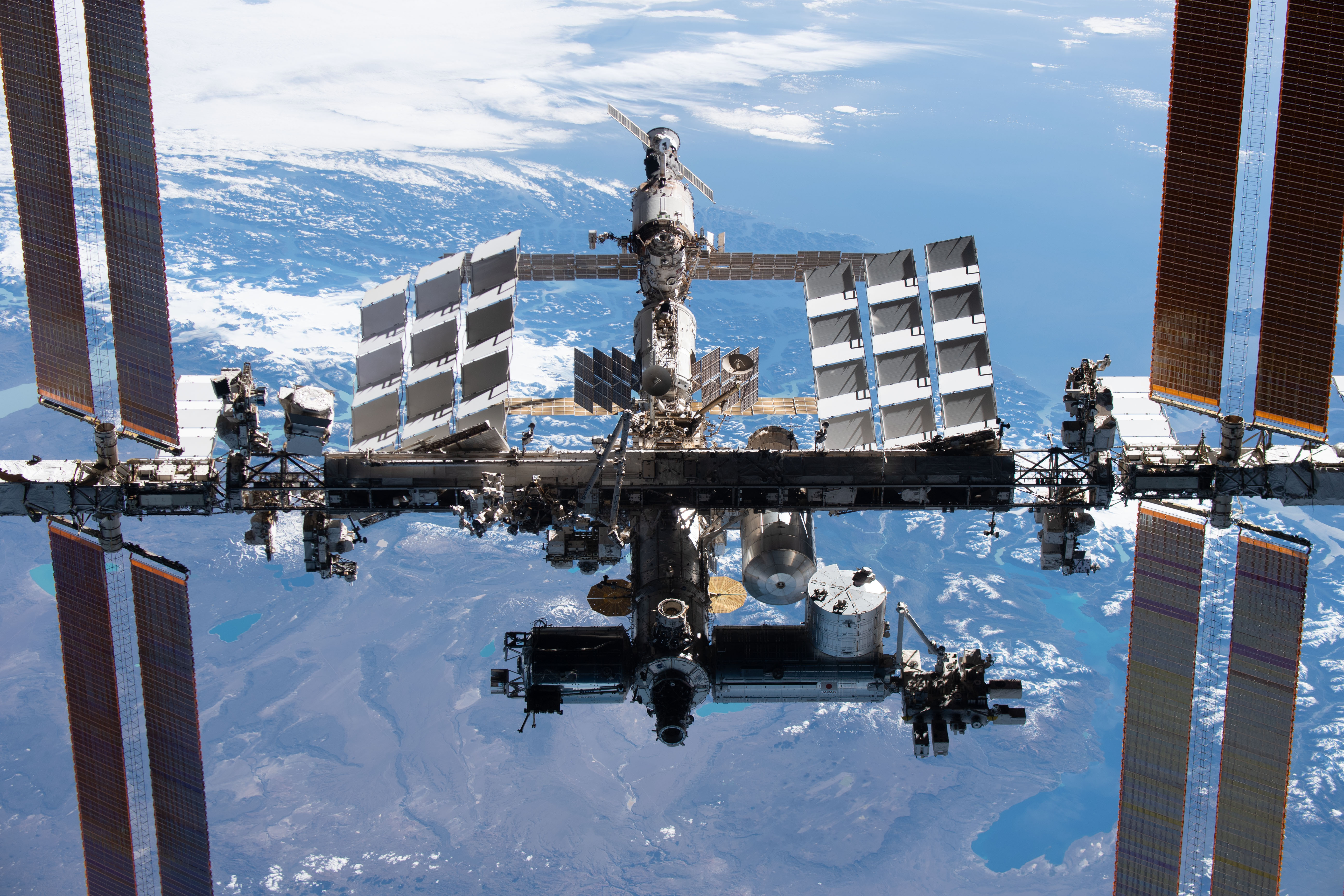
国際宇宙ステーション

商業補給サービス（しょうぎょうほきゅうさーびす、英語: Commercial Resupply Services; CRS）は、商用宇宙船による国際宇宙ステーション (ISS) に貨物と物資を輸送するためにNASAが行う一連のフライト。最初のCRS契約は2008年に署名され、2016年までの輸送をカバーするスペースX社のカーゴドラゴン12便に対して16億ドルを与え、オービタル・サイエンシズ社のシグナス8便に対して19億ドルを与えた。ファルコン9とアンタレスロケットもCRSプログラムの下で開発され、無人宇宙補給機をISSに輸送している。
最初の運用補給ミッションは、2012年にスペースX社 (SpaceX CRS-1)、2014年にオービタル・サイエンシズ社（シグナス CRS Orb-1）によって飛行している。
契約の第2フェーズ（CRS-2として知られる）は2014年に要請された。並行して2015年に、NASAはCRS-1をSpaceXに20便、オービタルATKに10便に拡大した。CRS-2契約は、2016年1月にオービタルATK社シグナス、シエラ・ネヴァダ・コーポレーション社ドリームチェイサーおよびスペースX社ドラゴン2に、2019年から開始され2024年まで続くと予想される貨物輸送便に対して与えられた。

## フェーズ1契約とデモ飛行
NASAは、1984年の商業宇宙打ち上げ法と1990年の打ち上げサービス購入法により、少なくとも1984年以来、商業宇宙飛行オプションを追加するように指示されている。2000年代までに、商業軌道輸送サービスプログラム、続いて商業乗員輸送プログラムへの資金提供が承認された。
2008年12月23日、NASAは貨物輸送の最初の契約をスペースX社と12便、オービタル・サイエンシズ社と8便で結んだことを発表した。選ばれなかったプラネット・スペースは、アメリカ会計監査院 (GAO) に抗議した。2009年4月22日、GAOは抗議を拒否する決定を公表し、プログラムの継続を許可した。
アンタレスとファルコン9のロケット、シグナスとドラゴンの無人宇宙補給機は、NASAの商業軌道輸送サービス (COTS) プログラムに基づくスペース・アクト・アグリーメントを利用して開発された。
NASAが契約した最初の飛行であるスペースX・COTS・デモフライト1は、2010年12月8日に行われ、ドラゴンカプセルが軌道上に留まり、地上コマンドを受信及び応答し、NASAのTDRS（追跡・データ中継衛星）システムと通信する能力を実証した。 2011年8月15日、スペースX社は、NASAがスペースX・COTS・デモフライト2とそれに続く飛行3の目的を1つのミッションに統合したことを発表した 。再スコープされたCOTS・デモフライト2は、2012年5月22日に正常に打ち上げられ、ISSに貨物を輸送した。宇宙船は5月31日に再突入し、太平洋に着水し回収され、CRS認証要件を完了した 。
オービタル・サイエンシズ社は、2013年4月21日に中部大西洋地域宇宙基地から、試験用のペイロードを備えたアンタレスロケットを最初に打ち上げた。オービタル・サイエンシズ社は2013年9月29日にシグナス Orb-D1のデモ飛行を完了し、本運用のシグナス Orb-1は2014年1月9日に打ち上げられた   。

## 商業補給サービスフェーズ1
輸送便は、2012年に商業補給サービスフェーズ1 (CRS-1) の下で開始された。

### カーゴドラゴン

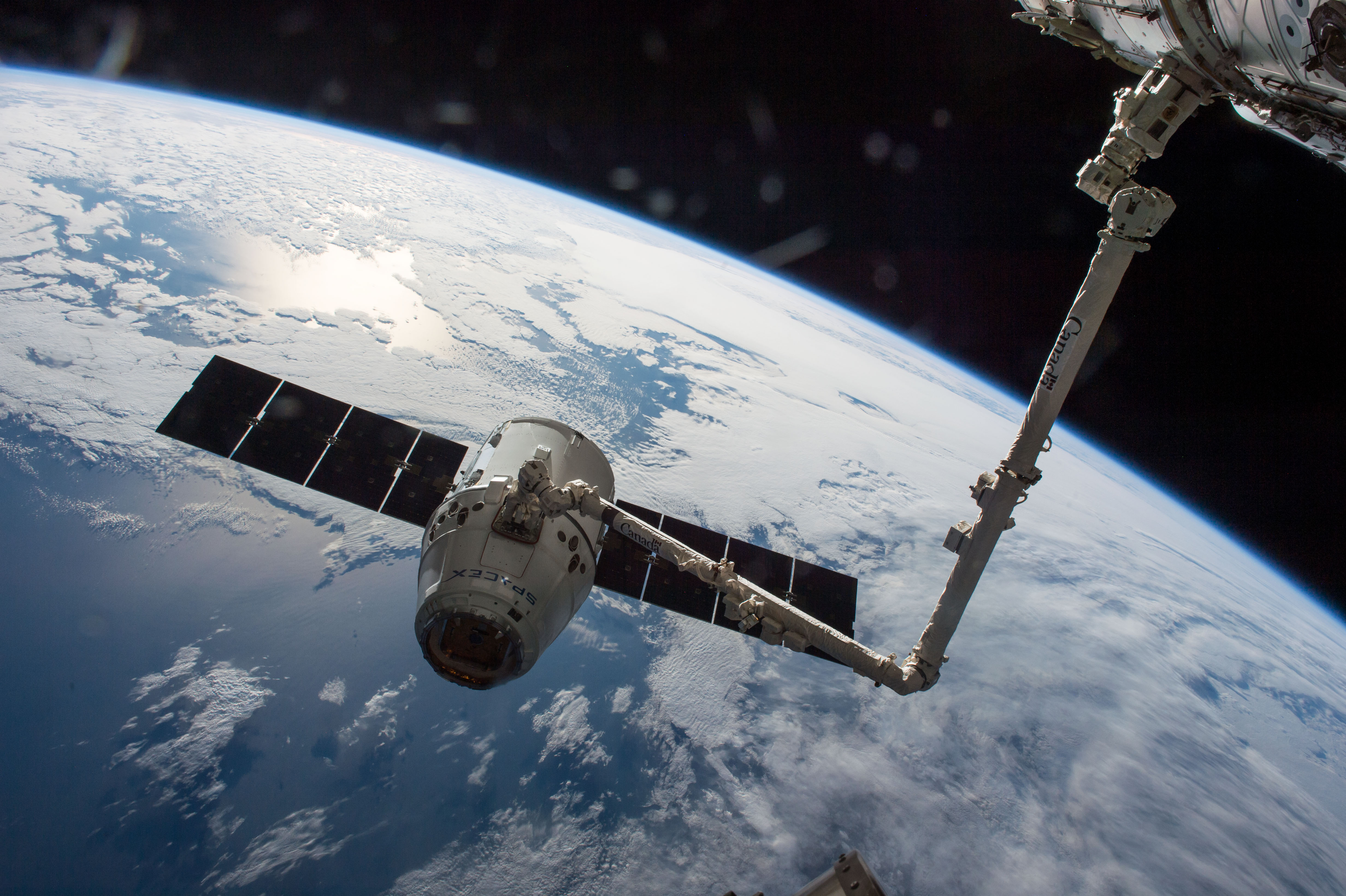
ISSのロボットアームに捕捉されたCRS-8ドラゴン（2016年）

- SpaceX CRS-1 ：2012年10月8日[2][19]
- SpaceX CRS-2 ：2013年3月1日[20]
- SpaceX CRS-3 ：2014年4月18日[21]
- SpaceX CRS-4 ：2014年9月21日[22]。その後、カプセルは再利用された。
- SpaceX CRS-5 ：2015年1月10日[23]
- SpaceX CRS-6 ：2015年4月14日
- SpaceX CRS-7 ：2015年6月28日。打ち上げ失敗。IDA-1を搭載していた。
- スペースX CRS-8：2016年4月8日
- スペースX CRS-9：2016年7月18日
- スペースX CRS-10：2017年2月19日
- スペースX CRS-11：2017年6月3日はCRS-4カプセルを再飛行し、LC-39Aから100回目の打ち上げ。2,708キログラム[24]の貨物にはNICERが含まれていた[25]。
- スペースX CRS-12：2017年8月14日。最初の「ブロック4」ファルコン9。新しく作られたドラゴンカプセルの最後の飛行[26]。
- スペースX CRS-13 ：2017年12月15日[27]
- スペースX CRS-14 ：2018年4月2日
- スペースX CRS-15 ：2018年6月29日[28]
- スペースX CRS-16 ：2018年12月5日[29] [30] [31]
- スペースX CRS-17 ：2019年5月4日
- スペースX CRS-18 ：2019年7月25日
- スペースX CRS-19 ：2019年12月5日
- スペースX CRS-20 ：2020年3月7日
- スペースX CRS-21 ：2020年12月6日
- スペースX CRS-22 ：2021年6月3日
- スペースX CRS-23 ：2021年8月19日
- スペースX CRS-24 ：2021年12月21日
- スペースX CRS-25 ：2022年7月15日
- スペースX CRS-26 ：2022年11月26日
- スペースX CRS-27 ：2023年3月15日
- スペースX CRS-28 ：2023年6月5日

### シグナス

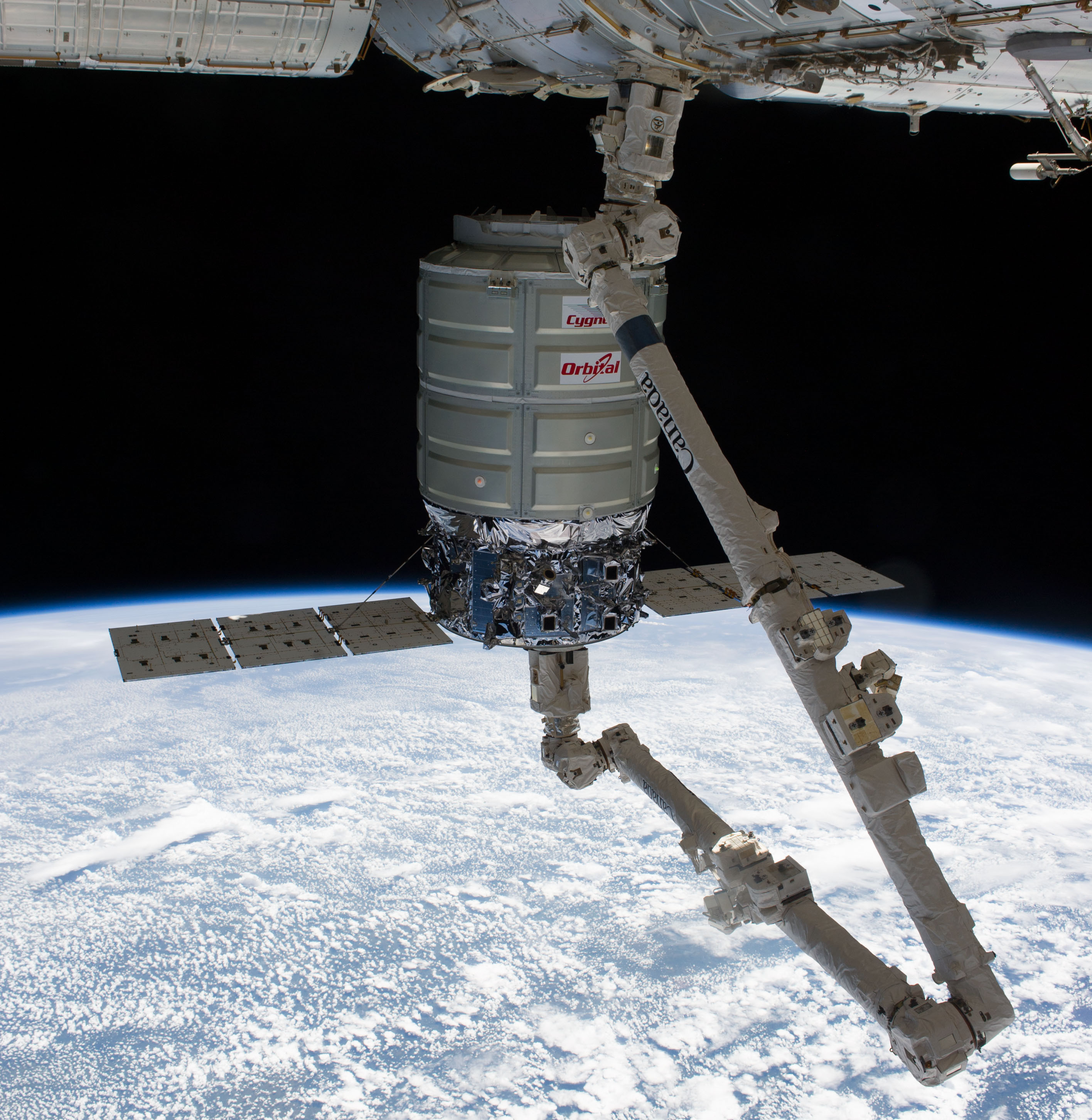
標準サイズのシグナス（最初の3便）

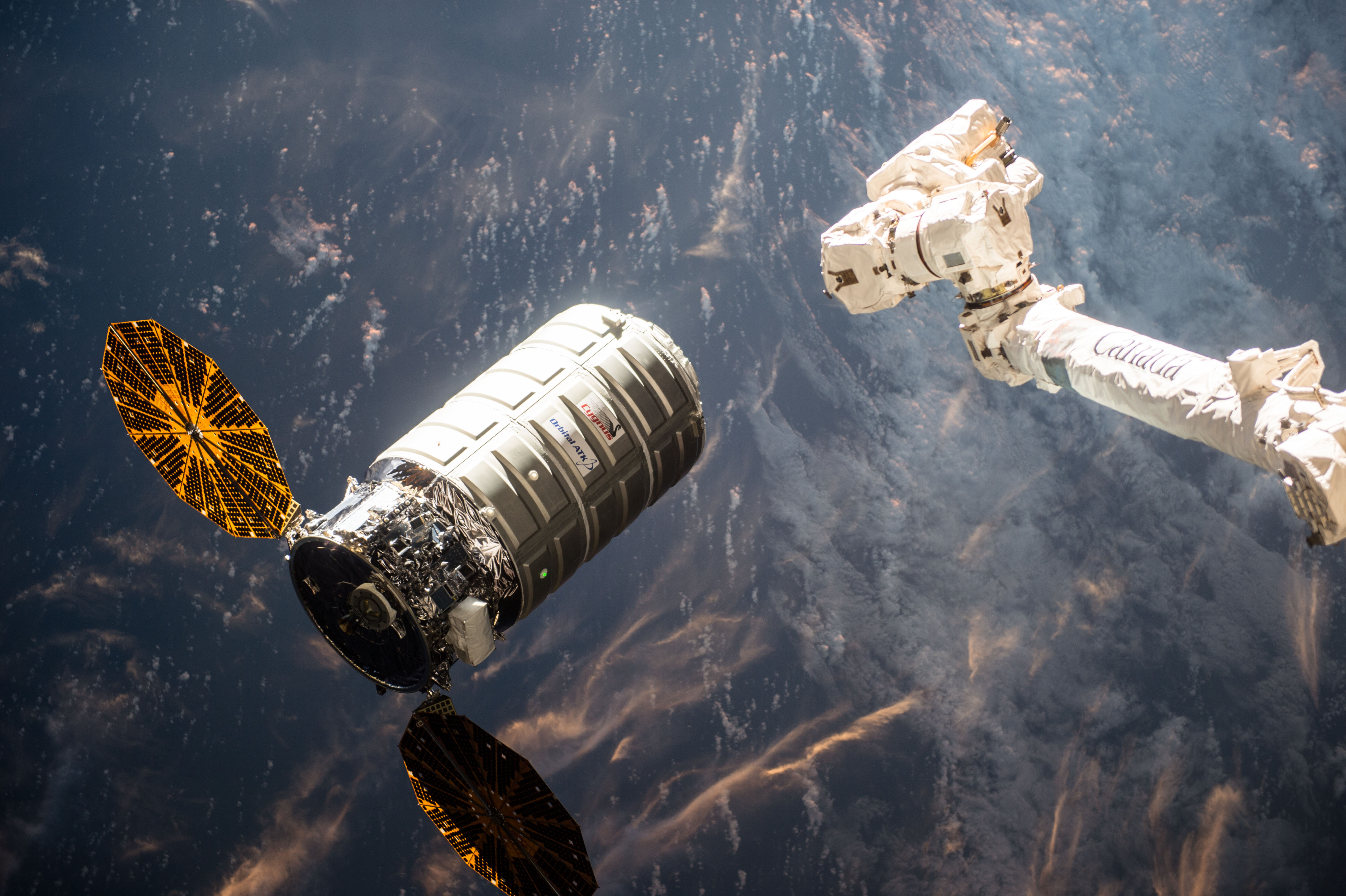
拡張サイズのシグナス（残り）

- シグナス CRS Orb-1 [注釈 2] ：2014年1月9日
- シグナス CRS Orb-2 ：2014年7月13日
- シグナス CRS Orb-3 ：2014年10月28日。打ち上げ失敗。食料とケアパッケージ、部品、実験、およびプラネタリー・リソーシズのArkyd-3技術試験（非光学）衛星を搭載していた
- シグナス CRS OA-4 [注釈 3] ：2015年12月6日。アトラスV、最初に強化されたシグナス
- シグナス CRS OA-6 ：2016年3月23日。アトラスV
- シグナス CRS OA-5 ：2016年10月17日。アンタレス230
- シグナス CRS OA-7 ：2017年4月18日。アトラスV

Orb-3の打ち上げ失敗を受け、以降の打ち上げではアンタレスは新しいRD-181エンジンを搭載したアンタレス 230へとアップグレードされている。アンタレス 230が完成するまでのOA-4とOA-6、次いでOA-7もアトラスVロケットで打ち上げられた。より強力な打ち上げロケットへの切り替えと、強化されたシグナスの導入により、Orbital ATKはOA-7による最初のCRS収縮ペイロードは義務を果たした。  
2015年8月、Orbital ATKは、3つの追加ミッションの補給プログラムの延長を受けたことを明らかにした。これらのフライトにより、NASAはCRS-2が始まるまでISS補給のニーズに対応できた。 
- シグナス OA-8E ：2017年11月12日。
- シグナス OA-9E ：2018年5月21日[35] [36]。
- シグナス NG-10 [注釈 4] ：2018年11月17日[37]。
- シグナス NG-11 ：2019年4月17日[38] [39]。
- シグナス NG-12 ：2019年11月2日。アンタレス230+
- シグナス NG-13 ：2020年2月15日。アンタレス230+
- シグナス NG-14 ：2020年10月3日。アンタレス230+
- シグナス NG-15 ：2021年2月20日。アンタレス230+
- シグナス NG-16 ：2021年8月10日。アンタレス230+
- シグナス NG-17 ：2022年2月19日。アンタレス230+
- シグナス NG-18 ：2022年11月7日。アンタレス230+
- シグナス NG-19 ：2028年8月2日。アンタレス230+

## フェーズ2契約
NASAは、2014年の初めに、商業補給サービス (CRS-2) のフェーズ2を開始するために、正式なプロセスを開始した。その年の後半、ヒューストンで「業界の日」が開催され、7つの高水準必要条件が関係者に開示された。
CRS-1の請負業者であるオービタル・サイエンシズ とスペースXは、それぞれCRS-2の提案を提出し、シエラ・ネヴァダ 、ボーイングおよびロッキード・マーティンが参加した。
SNCの提案では、ドリームチェイサーのカーゴバージョンである「ドリームチェイサーカーゴシステム」を使用する。提案されたカーゴドリームチャイサーには、隆起とゴミ処理のための追加の消耗品貨物モジュールが含まれていた。ダウンマスは、ドリームチェイサースペースプレーン自体を介してのみ提供される。ボーイングの提案も同様に、CST-100宇宙船のカーゴバージョンを使用していた 。
ロッキード・マーティンは、NASAのMAVENおよびジュノー探査船の設計から派生した、ジュピター (宇宙船)と呼ばれる新しい貨物宇宙船を提案した。タレス・アレーニア・スペースと共同開発される、カナダアーム技術に基づくロボットアームと、欧州補給機に基づくExolinerと呼ばれる直径の4.4メートル (14 ft)貨物輸送モジュールが含まれていた  。
2016年1月14日に3社が契約を獲得した。シエラ・ネバダのドリームチェイサー、スペースXのドラゴン2 、オービタルATK のシグナスが選ばれ、それぞれ最低6回の打ち上げが行われることとなった。すべての契約の潜在的な最大値は140億ドルであることが示されたが、最小値はかなり低くい。CRS-2の発射は2019年に開始され、少なくとも2024年まで延長される。
CRS-29までをカバーするドラゴン2のさらに3つのCRS-2ミッションが2020年12月に発表された 。

### 要件
契約にはさまざまな要件が含まれることが期待された。
- 4〜5回の輸送で、年間約14,000〜17,000 kg（31,000〜37,000ポンド）の加圧貨物55〜70 m3（1,900〜2,500立方フィート）配送。
- 年間24〜30個の動力付きロッカーの配送、28ボルトで最大120ワットの連続電力、冷却、および双方向通信が必要。
- 3〜8個のアイテムで構成される、年間約1,500〜4,000 kg（3,300〜8,800 lb）の非加圧貨物の配送。各アイテムには、28ボルトで最大250ワットの連続電力、冷却、および双方向通信が必要。
- 年間約14,000〜17,000 kg（31,000〜37,000 lb）の加圧貨物の返送/廃棄55〜70 m3（1,900〜2,500 cu ft）。
- 年間3〜8品目からなる非加圧貨物の1,500 - 4,000キログラム (3,300 - 8,800 lb)処分。
- さまざまな地上支援サービス。

## 商業補給サービスフェーズ2

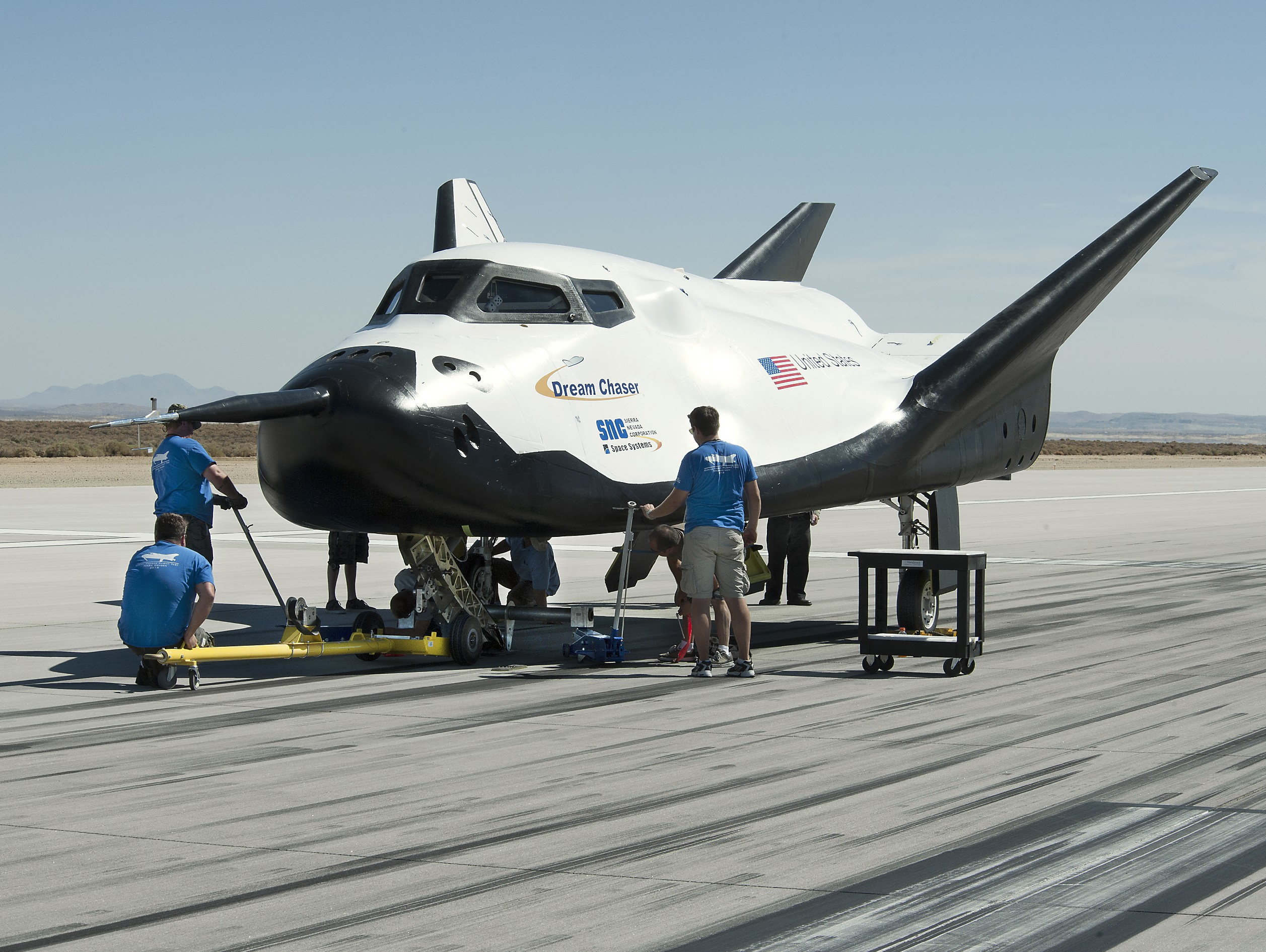
開発中のシエラ・ネヴァダドリームチェイサー、2013年の落下試験の準備。

NASAが2014年9月にCRS-2提案依頼書 (RFP) を発行したとき、ロッキードマーティン、ボーイング、オービタルATK、シエラ・ネバダ、スペースXの5社から関心が寄せられました。 NASAは、ボーイングとロッキードマーティンを排除するために競争力のある範囲を決定しました。
Orbital ATK、シエラ・ネバダ、およびスペースXは、2016年1月にCRS-2契約を獲得し、最初のタスクオーダーは2016年6月に授与された。3社のそれぞれは、CRS-2契約の下で少なくとも6つのカーゴミッションが保証される。2017年12月の時点で、NASAは合計で140億ドルを超えない範囲で、3つの契約に関して26億ドルを授与した。
NASAの関係者は、CRS-2に2社ではなく3社にすることで、貨物の能力が向上し、請負業者の障害やスケジュールの遅延が発生した場合の冗長性が向上すると説明した。CRS-2の飛行は、2019年11月にシグナス NG-12ミッションの開始で始められた。
内部貨物は通常、Cargo Transfer Bag Equivalent（CTBE）のフォームファクターで宇宙ステーションを訪問する、スペースX社ドラゴン、ノースロップ・グラマンのシグナス 、またはJAXAのH-II Transfer Vehicle（HTV）で貨物を輸送するために使用されるバッグのサイズの単位。バッグのサイズは19 in × 16.25 in × 9 in (48.3 cm × 41.3 cm × 22.9 cm)60 lb (27 kg)制限されている。CTBEユニットは、米国軌道セグメント収納スペースの商用ユーザーの価格設定と課金にも使用される。

### シグナス

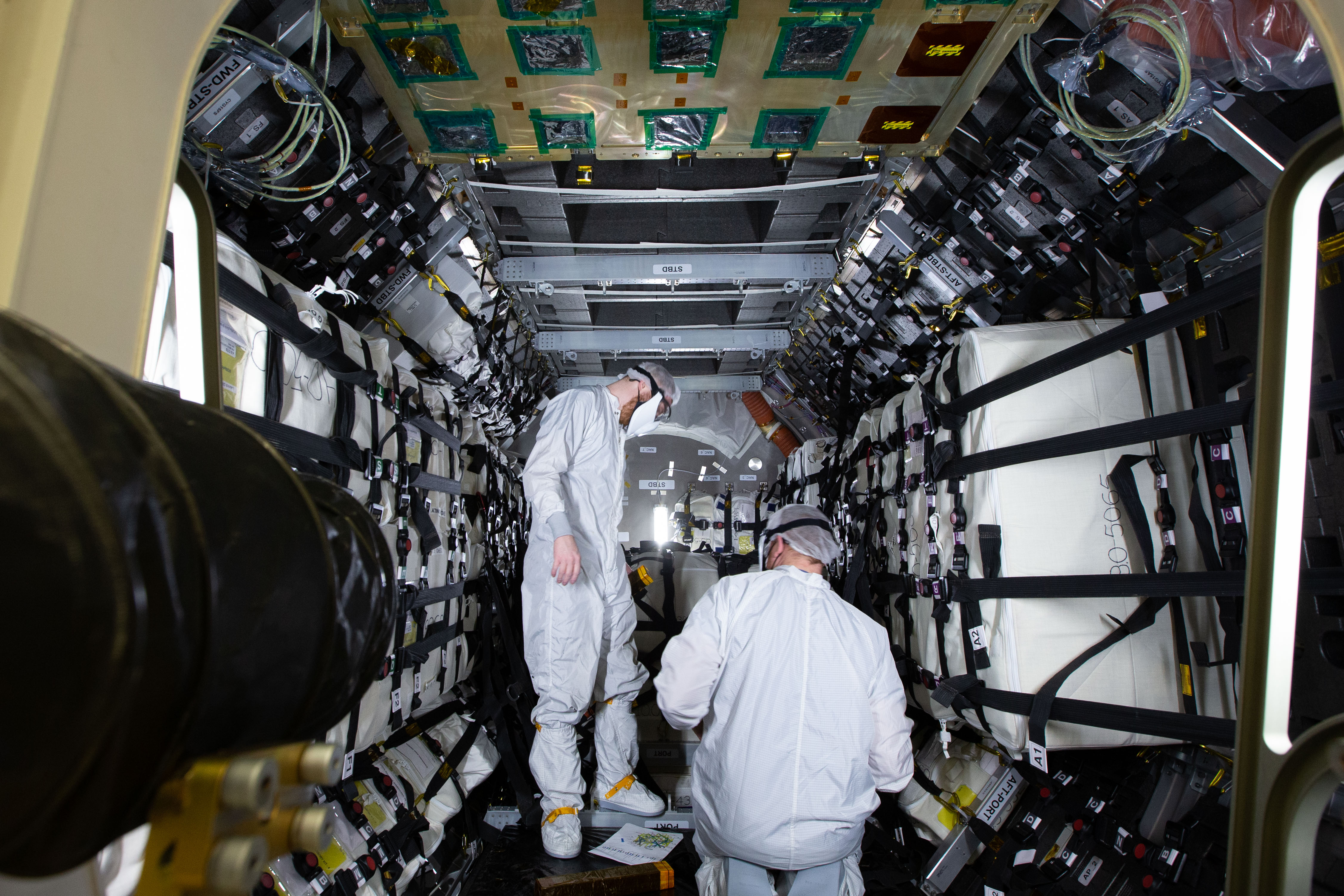
2021年にシグナスNG-15の一部として載せられる貨物。

- シグナスNG-12 ：2019年11月2日
- シグナスNG-13 ：2020年2月15日
- シグナスNG-14 ：2020年10月3日
- シグナスNG-15 ：2021年2月20日
- シグナスNG-16 ：2021年8月10日
- シグナスNG-17 ：2022年2月19日 [54]
- シグナスNG-18 ：2022年11月7日

### カーゴドラゴン
- スペースX CRS-21 ：2020年12月6日
- スペースX CRS-22 ：2021年6月3日
- スペースX CRS-23 ：2021年8月29日
- スペースX CRS-24 ：2021年12月21日
- スペースX CRS-25 ：2022年7月15日
- スペースX CRS-26 ：2022年11月26日
- スペースX CRS-27 ：2023年1月
- スペースX CRS-28 ：2023年6月
- スペースX CRS-29 ：2023年10月

### カーゴドリームチェイサー
- SNCデモ-1 ：2022[55]（ヴァルカンの2回目の飛行）
- SNC 1 ：2022[55]